# Петровка Первая (Донецкая область)
Петровка Первая (укр. Петрівка Перша) — село в Александровской поселковой общине Краматорского района Донецкой области Украины.

## Общие сведения
Население по переписи 2001 года составляло 508 человек. Почтовый индекс — 84065. Телефонный код — 6269.